# 巴布亚省
巴布亞省位於西新几内亚，是印度尼西亚最东边的省份，包括西新几内亚的東北部地區和周围小岛，是印度尼西亚的八个特区之一。旧称伊里安查亚省，首府位于查亚普拉。在文化方面，巴布亞省所處的西巴布亞屬於基督徒佔絕大多數的地區，當地基督宗教的教會林立，與大部分信仰伊斯蘭教的印尼其餘地區不同。
2022年7月25日，中巴布亞省、高地巴布亞省、南巴布亞省三省自巴布亞省分離，巴布亞省的管轄範圍因而縮小至原本範圍的北部地區（但名稱仍然是叫「巴布亞省」，並沒有改為「北巴布亞省」，就跟美國的維吉尼亞州在西維吉尼亞州分離出來的時候，也沒有改叫「東維吉尼亞州」，一樣）。

## 名称
巴布亚是当今印度尼西亚官方承认和国际公认的名称，该词来源于马来语，意为卷发的人。
在荷兰殖民时期，该地区是荷属紐几内亚的一部分。自从1969年印度尼西亚将荷属新几内亚纳入版图后，这一地区被称为西伊里安省。直到1973年，苏哈托政府将其更名为伊里安查亚省，“Jaya”在印尼语中为“胜利”之意，用以纪念特里科拉行动的成功，这也是2002年更名巴布亚之前的官方省名。如今，当地原住民更宁愿称呼自己是巴布亚人（Papuans）。
1961年，新几内亚理事会通过了西巴布亚（英語：West Papua）这个名称，直到1963年联合国临时行政当局（UNTEA）将这一地区的管理权转交给印度尼西亚共和国。从这之后，西巴布亚成为巴布亚人自我认同的一个词汇，特别是那些要求自治的人，这一词通常指整个新几内亚在印尼的部分。在国际上，新几内亚的西部统称为西巴布亚，特别是在与巴布亚独立运动相关的国际网络团结中。此时西巴布亚一词包含印度尼西亚的两个省份，即巴布亚省和西巴布亚省。

## 政治

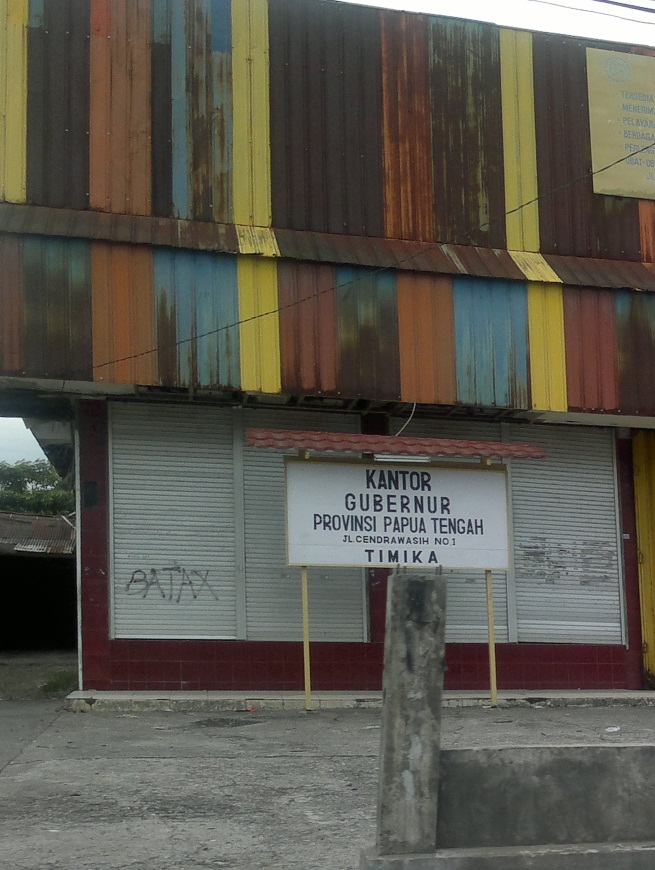
在蒂米卡一幢被称为“中巴布亚省省长办公室”的房子

巴布亚省由一个直接选举产生的省长（现任省长是卢卡斯·恩讷贝）和一个地区立法机构管理。一个只存在于巴布亚省的政府组织是巴布亚人民议会，这是印尼政府于2005年形成的一个巴布亚省部落酋长联盟，此机构的职责在于为巴布亚各部落习俗负责进行协调和谈话。
自1962年荷兰殖民政府从荷属新几内亚撤出以后，1963年印尼开始履行管理，当时印度尼西亚根据与联合国签订尊重任何结果的纽约协议进行巴布亚全民公投（印尼政府称之为自由选择法案，实际上并不公平）。事实相反，这一投票并不是在全体居民中进行，而是印尼军队强迫部落酋长投票加入印尼。尽管有抗议，由于同联合国签订有协议尊重任何结果，名义上这一结果得到维护，国际社会也承认巴布亚加入印尼。这加剧了西巴布亚原住民的独立运动，加深了从1963年荷兰人撤出巴布亚即开始的地区冲突。这一冲突一直持续到现在，印度尼西亚安全部队在镇压独立运动方面被指控侵犯人权。印度尼西亚政府对该地区实行严格的管控，禁止外国记者或者人权监测员进入。
1998年印尼开展政治革新后，巴布亚同印尼的其他省一样获得了更大的自治权。2001年巴布亚省获得特区地位，自治权限再次扩大。
1999年时提议将巴布亚省一分为三，引发了巴布亚的抗议。2003年1月，时任印尼总统梅加瓦蒂·苏加诺普特丽签署了一项决定，将巴布亚拆分为三个省：中伊里安查亚、巴布亚或东伊里安查亚、西伊里安查亚。2003年2月开始逐渐进行成立西伊里安查亚省的工作，11月任命了一位省长；中伊里安查亚省的建设因2003年8月的地方暴力抗议而被延迟，其后该省的创建又被印度尼西亚法院阻止，法院宣布中伊里安查亚省的创建违反宪法和巴布亚特别自治协定，之前划分成两个省被允许作为一个既定的事实。
2022年，中巴布亞省、高地巴布亞省、南巴布亞省成立。

## 历史

### 古代
大约4万2千到4万8千年前开始有人类在此居住。在公元7世纪与苏门答腊的室利佛逝帝国有贸易往来，室利佛逝帝国最初从巴布亚获得檀香和极乐鸟之类的物品用以进贡中国，之后便从该地掳取奴隶。后来爪哇岛的满者伯夷王国势力范围延伸到新几内亚岛的西边，并有文学作品记录了巴布亚最古老的地名Wwanin或者Onin（二者均指巴布亚西部，大致在今天的西巴布亚省），后者被确定位于现在西巴布亚省的法克法克县。

### 欧洲人到来

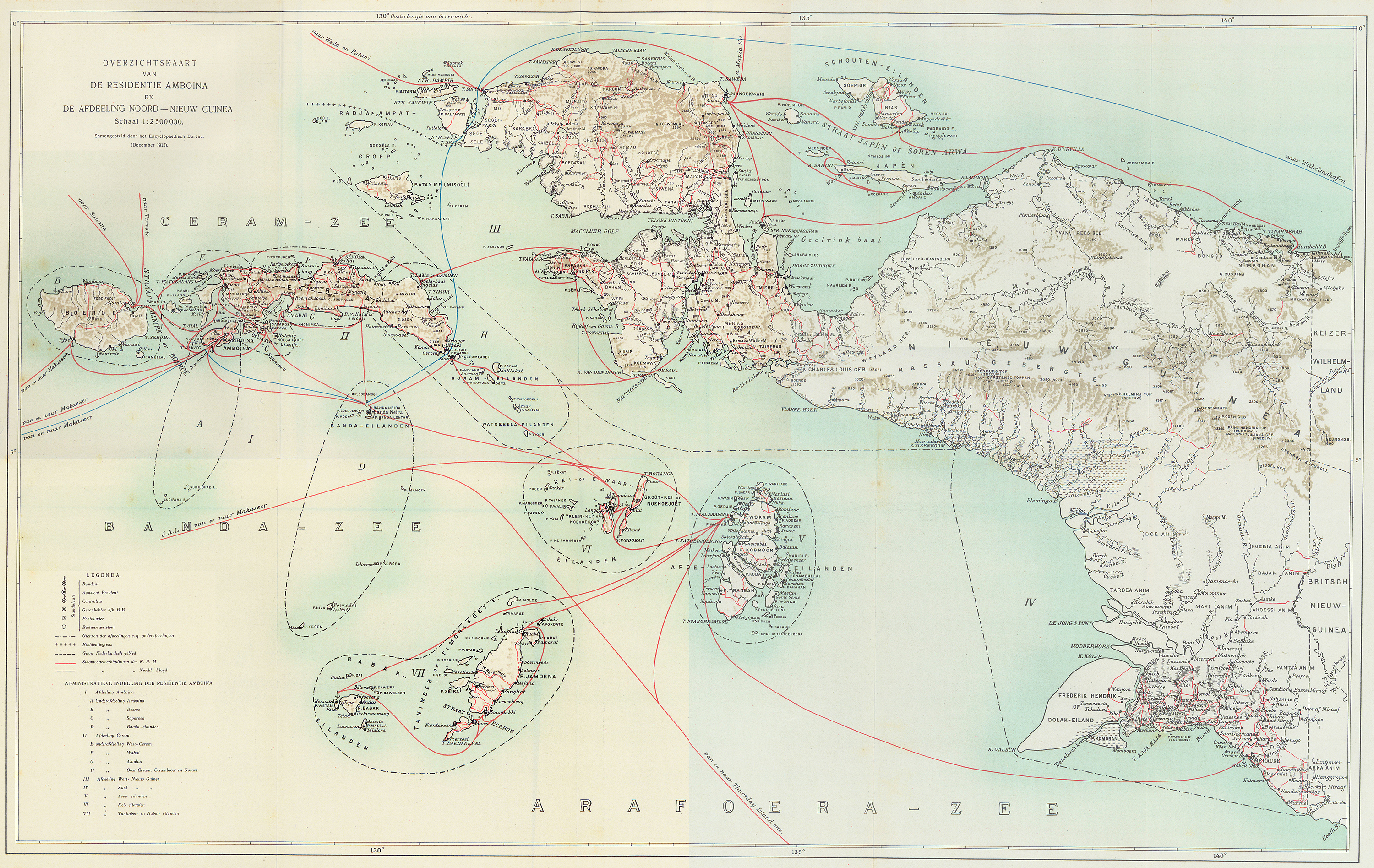
1907-1915年荷兰在荷属新几内亚的探险

1545年6月13日，奥尔蒂斯·雷特兹受圣胡安之命离开东印度群岛的蒂多雷，航行了新几内亚岛的北部海岸，直到曼伯拉莫河口。他宣称这片土地是西班牙王室的领土，并将之命名为Nueva Guinea，即中文的新几内亚，因为这里的居民和非洲几内亚湾沿岸的居民很相似。
1660年，荷兰人承认了蒂多雷苏丹拥有新几内亚岛的主权。1793年英国人试图在今马诺夸里建立定居点，结果以失败告终。1824年英国和荷兰同意新几内亚岛的西部成为荷属东印度群岛的一部分。1828年荷兰人试图在Lobo（今凯马纳附近）建立定居点，也以失败告终。三十年后，德国人在马诺夸里附近的海岛建立了第一个传教定居点。虽然荷兰人分别在1828和1848年宣称拥有东经141°以西的南海岸和洪堡湾以西的北海岸，但是他们在1896年才试图再次开发该地区，在马诺夸里和法克法克附近建立居民点，以响应澳大利亚对新几内亚岛东部的主权要求。英国和德国同意了荷兰在1885、1895年的条约中所提要求，同时英国也声称拥有东南新几内亚，也就是后来成为巴布亞領地的地区；德国则宣称拥有东北新几内亚，后来成为了德属新几内亚。荷兰殖民活动收效甚微，大多数人回到爪哇，1938年时，荷兰仅在荷兰地亚有50名定居者、马诺夸里有258名定居者。荷兰殖民当局在塔纳默拉成立了波文迪古尔集中营用以关押政治犯。

### 第二次世界大战

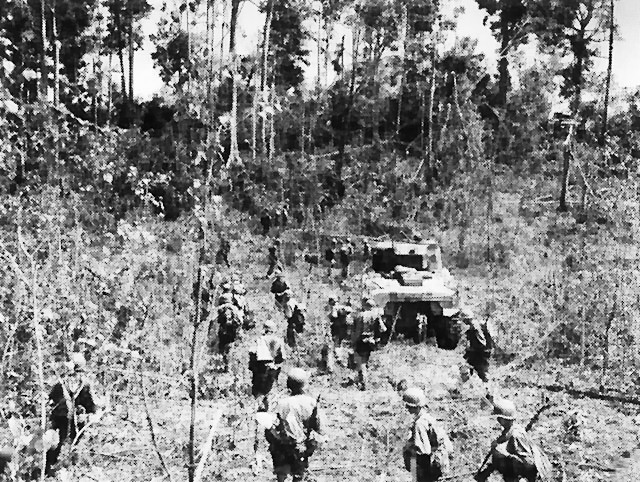
1944年5月，進攻比亞克島的步兵正在前進

1942年，西新几内亚北部沿海及附近岛屿被日本占领。1944年，麦克阿瑟领导的部队从巴布亚新几内亚发起了分为四个阶段的新几内亚战役以解放巴布亚。
- 第一阶段：攻克荷兰地亚。此战役有八万盟军将士参加，是西南太平洋战场最大的两栖战役行动。
- 第二阶段：攻克萨米。该战役遭到日军的顽强抵抗。

- 第三阶段：攻克比亚克岛和附近的农福尔岛。此战役异常艰辛，盟军低估了日军的军事实力。美军474人阵亡，2,400人负伤；日军伤亡惨重，美国估算日军6,100人阵亡，另有450人被俘虏（日军则说超过10,000人阵亡，数字有出入）。战后美军控制了默克莫机场。
- 第四阶段：进攻摩罗泰岛和菲律宾的日本空军基地。

二战结束后，荷兰人于1945年回到巴布亚。

### 印尼独立后
1945年8月17日印度尼西亚宣布独立，并声称拥有荷属东印度群岛的所有领土，包括荷属新几内亚。荷兰和印尼发生了四年半的武装外交斗争。1949年12月，斗争结束，荷兰承认了印度尼西亚对荷属东印度群岛的主权，但是荷属新几内亚除外。双方无法对该地区达成妥协，同意在一年内继续讨论这个问题。

1961年选出作为国旗的晨星旗，现为自由巴布亚运动独立人士所用

为了防止印度尼西亚控制巴布亚，荷兰当局显著提高了对巴布亚的开发支出，并鼓励巴布亚的民族主义。他们建立了许多学校以培养当地人才，为1970年的西巴布亚独立建国做准备。1961年4月5日巴布亚议会开始运作，预备于10年之内完成独立。1961年10月19日巴布亚的议员在新几内亚议会大厦举行了6小时的会议，选举出制定独立与自治宣言的全国委员会，还选出了国旗、国徽和国歌（Oh My Land Papua），并呼吁人们自称为巴布亚人。1961年12月1日，荷兰认同其议会所选择的国歌以及订定的晨星旗为新的国旗。1961年12月19日，印尼军方展开特里科拉行动，侵入荷属新几内亚，冲突过后西巴布亚由联合国管理。1962年8月15日，印荷在联合国总部签署纽约协议，其中包括在1969年之前举行公民投票的规定。
1963年5月1日，联合国将西巴布亚交给印尼管理，1969年正式纳入印尼版图。

## 地理

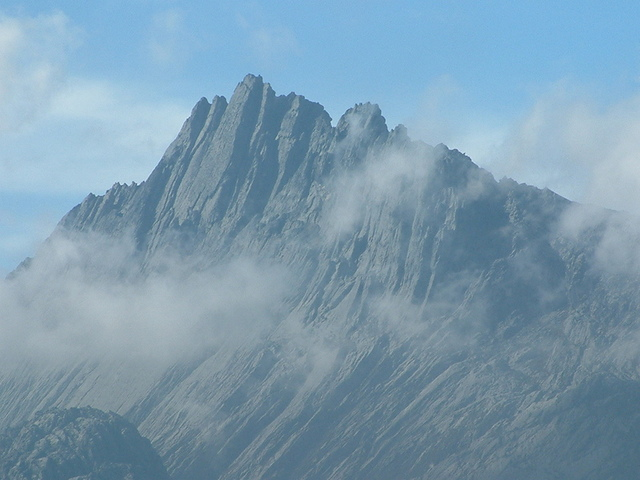
位于顶峰县西南的查亚峰

巴布亚省主体位于新几内亚岛西部，此外包括约斯·苏达索岛、比亚克岛、农福尔岛、亚彭岛几个大岛和周围众多小岛。东部大致以经线141°E与巴布亚新几内亚为界，西邻西巴布亚省。

### 地形

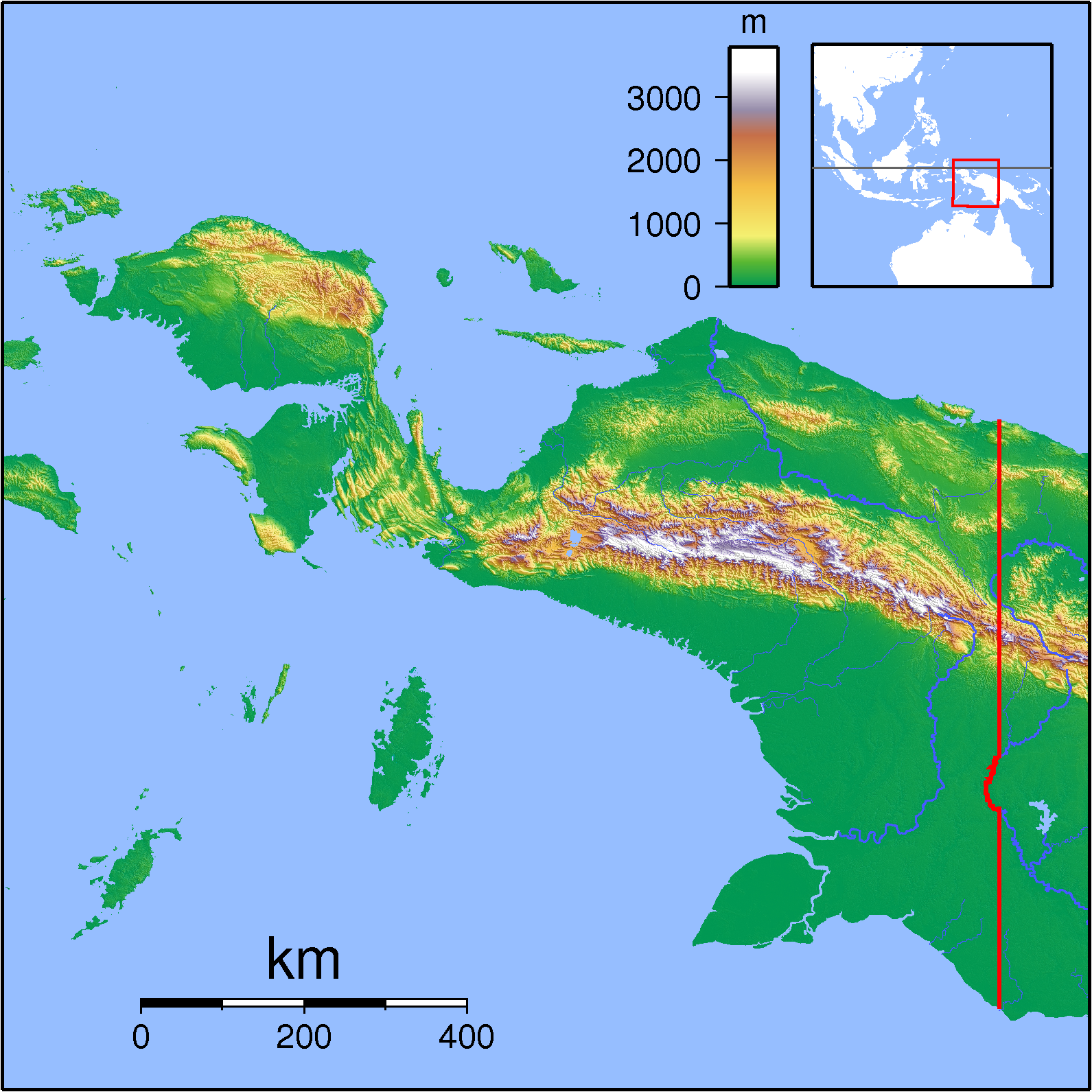
整个西巴布亚的地形图

北部為福賈山脈，东西向的毛克山脉横跨巴布亚省中部，长度超过1,600km，山中有巴列姆山谷是中部高地地区的核心。兩個山脈之間為塔里庫－塔里塔圖平原。省内有喜马拉雅山脉和安第斯山脉之间的最高峰，也是印度尼西亚及大洋洲的最高峰查亚峰，海拔4,884（16,024英尺），山峰顶部有赤道上的永久冰川。南北沿海的低洼地延绵数百公里，分布有湿地、热带雨林、热带草原和红树林。除了高海拔峰峦，大部分地区都是湿热的热带雨林气候。

### 河流与湖泊
由于地处热带雨林地区，本省水系发达河流众多。巴布亚省最大河流是位于毛克山脉以北的曼伯拉莫河，由塔里库河和塔里塔图河两条河汇合而成。南部最重要的河流是迪古尔河，东部边境有跨国河流塞皮克河和弗莱河，弗莱河部分河段作为印度尼西亚和巴布亚新几内亚之间的界河。中部高地地区有许多小湖泊，主要有帕尼艾湖、蒂芝湖，北部近海有龙贝拜湖和森塔尼湖。

### 生态

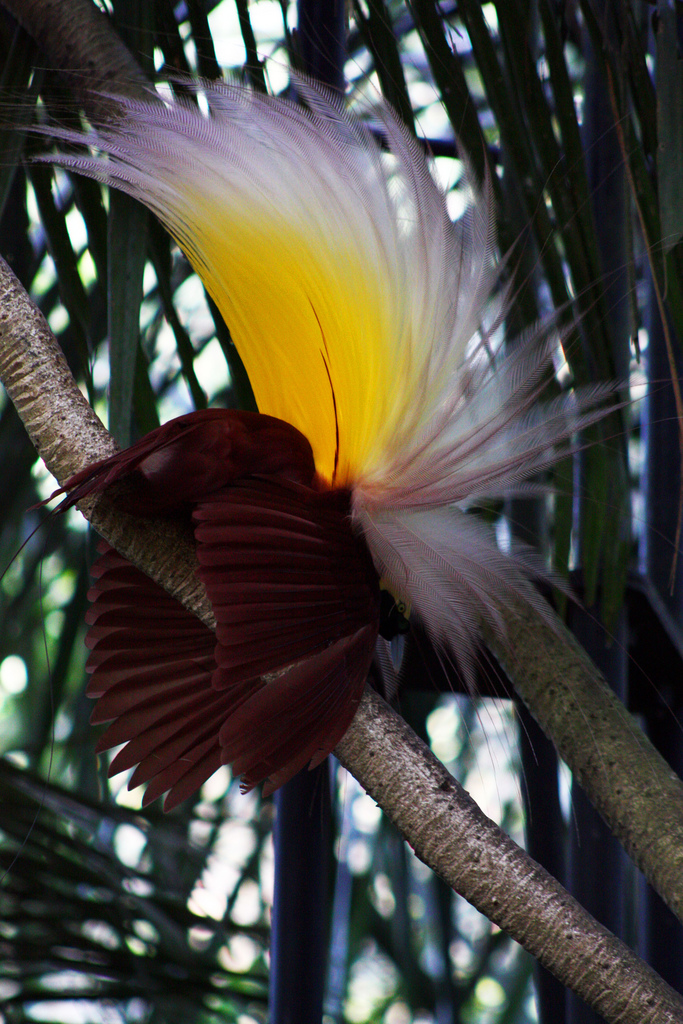
大极乐鸟正在展示它的羽毛

巴布亚省约有16,000种植物，其中124种为特有。巴布亚省的著名动物：
- 袋貂、小袋鼠、树袋鼠、原针鼹、极乐鸟、鹤鸵、凤头鹦鹉、薩氏巨蜥、鳄、狐蝠、鱼鹰、多種蝙蝠

巴布亚省的自然保护区包括洛伦茨国家公园和瓦苏尔国家公园。2006年2月，一支聯合考察隊的科學家宣稱，他們在印尼巴布亞省熱帶雨林中發現了數十種新物種，當中還包括先前認為已絕種的樹袋鼠。
巴布亚的生態正面臨伐林和開礦產生的水污染的威脅，树种也因生产而发生变化，比如将原生的热带雨林换成种植油棕。外来物种如食蟹獮猴的入侵也引发生态问题。

## 行政区划
2003年，西伊里安查亚省从巴布亚省分出。
现在巴布亚省划分为1市（Kota）和28县（Kabupaten），市县下又设有385个区（Kecamatan），区下设村（kelurahan和desa）。在巴布亚省和西巴布亚省，区（Kecamatan）经常称为Distrik。
| 中文名称 印尼文名称                     | 面积（km2） | 2005年 估计人口 | 2010年 普查人口 | 2014年 估计人口 | 首府中文 首府印尼文                  | 区的 数量 | HDI 2014估计 |
| --------------------------------------- | ----------- | --------------- | --------------- | --------------- | ------------------------------------ | --------- | ------------ |
| 查亚普拉市 Kota Jayapura                | 935.92      | 197,396         | 256,705         | 315,872         | 政府位于 北查亚普拉区 Jayapura Utara | 5         | 0.778 (高)   |
| 阿斯马特县 Kabupaten Asmat              | 31,983.69   | 61,642          | 76,577          | 94,227          | 阿加茨 Agats                         | 8         | 0.459 (低)   |
| 比亚克农福尔县 Kabupaten Biak Numfor    | 2,602.00    | 99,204          | 126,798         | 156,023         | 比亚克 Biak                          | 19        | 0.703 (高)   |
| 波文迪古尔县 Kabupaten Boven Digoel     | 27,108.00   |                 | 55,784          | 68,641          | 塔纳默拉 Tanah Merah                 | 20        | 0.582 (低)   |
| 德亚伊县 Kabupaten Deiyai               | 537.39      |                 | 62,119          | 76,436          | 蒂芝 Tigi                            | 5         | 0.481 (低)   |
| 多吉亚伊县 Kabupaten Dogiyai            | 4,237.40    |                 | 84,230          | 103,643         | 基加马尼 Kigamani                    | 10        | 0.522 (低)   |
| 因潭查亚县 Kabupaten Intan Jaya         | 3,922.02    |                 | 40,490          | 49,822          | 苏加帕 Sugapa                        | 6         | 0.435 (低)   |
| 查亚普拉县 Kabupaten Jayapura           | 11,157.15   | 90,972          | 111,943         | 137,744         | 森塔尼（仙古） Sentani               | 19        | 0.695 (中)   |
| 查亚维查亚县 Kabupaten Jayawijaya       | 7,030.66    | 207,480         | 196,085         | 241,280         | 瓦梅纳 Wamena                        | 11        | 0.533 (低)   |
| 奇隆县 Kabupaten Keerom                 | 8,390.00    | 37,048          | 48,536          | 59,723          | 瓦利斯 Waris                         | 7         | 0.627 (中)   |
| 兰尼查亚县 Kabupaten Lanny Jaya         | 2,248.00    |                 | 148,522         | 182,754         | 蒂奥姆 Tiom                          | 10        | 0.432 (低)   |
| 大曼伯拉莫县 Kabupaten Mamberamo Raya   | 23,813.91   |                 | 18,365          | 22,598          | 布勒迈索 Burmeso                     | 8         | 0.478 (低)   |
| 中曼伯拉莫县 Kabupaten Mamberamo Tengah | 1,275.00    |                 | 39,537          | 48,650          | 果巴马 Kobakma                       | 5         | 0.431 (低)   |
| 马皮县 Kabupaten Mappi                  | 24,118.00   | 65,219          | 81,658          | 100,479         | 克皮 Kepi                            | 10        | 0.557 (低)   |
| 马老奇县 Kabupaten Merauke              | 44,071.00   | 154,310         | 195,716         | 240,826         | 马老奇 Merauke                       | 20        | 0.673 (中)   |
| 米米卡县 Kabupaten Mimika               | 21,633.00   | 126,344         | 182,001         | 223,949         | 蒂米卡 Timika                        | 12        | 0.704 (高)   |
| 纳比雷县 Kabupaten Nabire               | 11,112.61   | 159,548         | 129,893         | 159,831         | 纳比雷 Nabire                        | 14        | 0.662 (中)   |
| 恩杜加县 Kabupaten Nduga                | 2,168.00    |                 | 79,053          | 97,274          | 肯亚姆 Kenyam                        | 8         | 0.253 (低)   |
| 帕尼艾县 Kabupaten Paniai               | 6,525.25    | 111,412         | 153,432         | 188,796         | 埃纳罗塔利 Enarotali                 | 10        | 0.539 (低)   |
| 宾坦山县 Kabupaten Pegunungan Bintang   | 15,682.00   | 86,979          | 65,434          | 80,516          | 奥克西比尔 Oksibil                   | 34        | 0.396 (低)   |
| 顶峰县 Kabupaten Puncak                 | 8,055.00    |                 | 93,218          | 114,702         | 伊拉加 Ilaga                         | 8         | 0.380 (低)   |
| 查亚峰县 Kabupaten Puncak Jaya          | 4,989.51    | 111,488         | 101,148         | 124,461         | 穆利亚 Mulia                         | 8         | 0.443 (低)   |
| 萨米县 Kabupaten Sarmi                  | 17,742.00   | 31,500          | 32,971          | 40,570          | 萨米 Sarmi                           | 10        | 0.604 (高)   |
| 苏皮奥里县 Kabupaten Supiori            | 678.32      | 12,152          | 15,874          | 19,533          | 索龙迪韦里 Sorendiweri               | 5         | 0.597 (低)   |
| 托利卡拉县 Kabupaten Tolikara           | 5,588.13    | 44,100          | 114,427         | 140,801         | 卡鲁巴加 Karubaga                    | 35        | 0.461 (低)   |
| 瓦洛彭县 Kabupaten Waropen              | 10,977.09   | 21,181          | 24,639          | 30,318          | 波塔瓦 Botawa                        | 10        | 0.619 (中)   |
| 亚胡基摩县 Kabupaten Yahukimo           | 17,152.00   | 134,702         | 164,512         | 202,430         | 苏摩哈伊 Sumohai                     | 51        | 0.463 (低)   |
| 雅利摩县 Kabupaten Yalimo               | 1,253.00    |                 | 50,763          | 62,463          | 埃勒利姆 Elelim                      | 5         | 0.442 (低)   |
| 亚彭群岛县 Kabupaten Kepulauan Yapen    | 2,050.00    | 70,201          | 82,951          | 102,070         | 塞鲁伊 Serui                         | 12        | 0.648 (中)   |

- 2005年波文迪古尔县的估计人口数字仍包含在马老奇县中，其余没有2005年估计人口数的县在2007或2008年才分出新设。
- 恩杜加县政府现在还没有管辖权[13]

### 行政区划的调整
在2000年，巴布亚省现在的地区由1个市和9个县组成
- 查亚普拉市、比亚克农福尔县、查亚普拉县、查亚维查亚县、马老奇县、米米卡县、纳比雷县、帕尼艾县、查亚峰县和亚彭瓦洛彭县

2002年11月12日设立了以下县：
- 奇隆县和萨米县从查亚普拉县分出
- 宾坦山县、托利卡拉县和亚胡基摩县从查亚维查亚县分出
- 阿斯马特县、波文迪古尔县和马皮县从马老奇县分出
- 瓦洛彭县从亚彭瓦洛彭县分出

2004年1月8日，苏皮奥里县从比亚克农福尔县分出
2007年3月15日设立了以下县：
- 大曼伯拉莫县从萨米县和瓦洛彭县分出
- 多吉亚伊县从纳比雷县分出

2008年1月4日设立了以下县：
- 中曼伯拉莫县、雅利摩县、兰尼查亚县和恩杜加县从查亚维查亚县分出：
- 顶峰县从查亚峰县分出

2008年11月26日设立了以下县：
- 兰尼查亚县和德亚伊县从帕尼艾县分出：

亚彭瓦洛彭县也于2008年更名为亚彭群岛县

### 查亚普拉市
查亚普拉市是有实权的地方政治实体，相当于县。查亚普拉市原属查亚普拉县，建市于1993年9月21日，是巴布亚省最大城市，有规模稍小却活跃的旅游产业。城市建立在临海的斜坡上，有所Cenderawasih大学，大学博物馆有一些由麦可·洛克斐勒收集的阿斯马特族制品。

### 曾規劃将设置的省市县
2013年10月25日，印尼众议院开始审查关于建立57个新县市和8个新省的法律草案。这包括从巴布亚省分设两个新省，以及新设17个县和2个市。
预计设立的新县如下：
- Moyo、迪古尔河口（Muara Digul）和Admi Korbay
- Gili Menawa、Balin Senter、Bogaga、特里科拉山（Puncak Trikora）、Katengban、Okika、Yalimek、Ser Yahukimo Western Mountains, 上曼伯拉（Mambera Hulu）、西南亚胡基摩（Southwest Yahukimo）、东亚胡基摩（East Yahukimo）和北亚胡基摩（North Yahukimo）
- 西北亚彭（Northwest Yapen）、东亚彭（East Yapen）、农福尔岛（Numfor Island）和Ghondumi Sisare

预计设立的两个新市：马老奇市、巴列姆山谷市
预计设立的两个新省：
南巴布亚省、中巴布亚省

#### 预计归属巴布亚省的新县
- Gili Menawa（从查亚普拉县分设）
- Balin Senter（从兰尼查亚县和托利卡拉县分设）
- Boboga（从托利卡拉县分设）
- Puncak Trikora（从兰尼查亚县分设）
- Katengban（从宾坦山县分设）
- Okika（从查亚维查亚县分设）
- Yalimek、Ser Yahukimo Western Mountains、上曼伯拉县、西南亚胡基摩县、东亚胡基摩县和北亚胡基摩县（从亚胡基摩县分设）

#### 南巴布亚省
预计设立总面积119,749平方千米的南巴布亚省，包含四个现有县：
- 阿斯马特县、波文迪古尔县、马皮县、马老奇县

包含几个新县市：
- Moyo（从波文迪古尔县分设）
- 迪古尔河口县和Admi Korbay（从马皮县分设）
- 马老奇市（从马老奇县分设）

#### 中巴布亚省
根据2012年1月20日的报告Cenderawasih Pos Jakarta设想创建中巴布亚省，包含10个现有县：
- 苏皮奥里县、比亚克农福尔县、亚彭群岛县、瓦洛彭县、纳比雷县、多吉亚伊县、德亚伊县、因潭查亚县、帕尼艾县、米米卡县

包含几个新县市：
- 西北亚彭县、东亚彭县（从亚彭群岛县分设）
- 农福尔岛县（从比亚克农福尔县分设）
- Ghondumi Sisare（从瓦洛彭县分设）
- 巴列姆山谷市（从查亚维查亚县分设）

### 新省份
2022年6月30日，中巴布亞省、高地巴布亞省、南巴布亞省三省自巴布亞省分離，巴布亞省的管轄範圍因而縮小至原本範圍的北部地區。

## 民族
巴布亚省民族构成复杂，虽然文化差异较大，仍归为美拉尼西亚人。各民族语言差异较大，遂归类为跨新几内亚语系或统称为巴布亚诸语言。前者是一个假设性的语系，后者则是一个临时分类。巴布亚省几个著名的民族：
- 阿蒙人（英语：Amung people）
- 阿斯马特族
- 巴乌齐人
- 达尼人（英语：Dani people）
- 卡莫罗人（英语：Kamoro language）
- 康拜人（英语：Kombai people）
- 科罗威人
- 埃卡里人（英语：Ekari people）
- 森塔尼人（英语：Sentani people）
- 雅利人（英语：Yali people）
- Yei族

## 人口与宗教
巴布亚省人口2000年普查时为2,220,934人，到2010年普查已增加到280多万，2014年估计人口大约350万，平均每位母亲有2.9个孩子。20世纪90年代以来，巴布亚省的人口增长率是印尼所有省份中最高的，每年超过3%，主要原因是印尼其他省份的人口迁入。在1961年时，巴布亚各族原住民几乎占省人口的全部，现在只有大约一半。这些移民是印尼政府推动的移民方案促成。
巴布亚省的人口密度较大的地方主要是沿海的城市，例如查亚普拉、马老奇、比亚克等，内陆主要是在巴列姆山谷的瓦梅纳。巴布亚省外籍人士最多的城镇是米米卡县的蒂米卡，他们大部分都在印尼自由港公司（Freeport Indonesia）工作。大约有2000人来自美国，其余的外国人来自日本、加拿大、澳大利亚、德国。
根据2010年的人口普查，83.15%的巴布亚居民认为自己是基督徒，其中65.48%是新教徒、17.67%是罗马天主教徒，15.89%是穆斯林，少于1%的人是印度教或者佛教徒。巴布亚居民也相信万物有灵论。

## 经济
2011年，巴布亚省执行省长Syamsul Arief Rivai声称，巴布亚省的森林覆盖面积为4200万公顷，估价达780亿美元。如果森林得到持续妥善管理，每年将产出超过5亿立方米的原木。

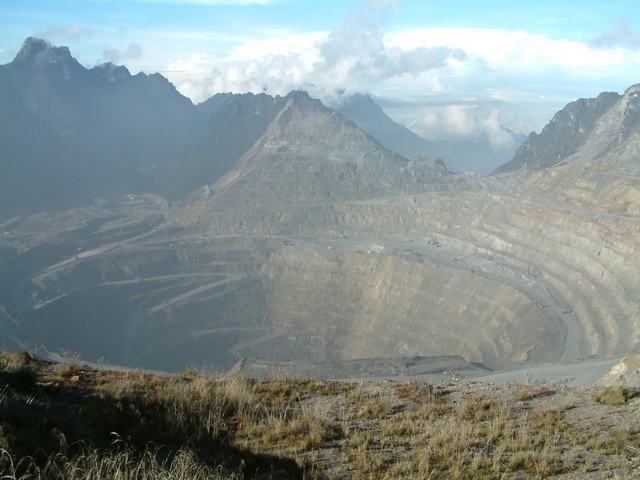
格拉斯伯格矿场

费利浦·麦克莫兰铜金公司下属的分公司印尼自由港（Freeport Indonesia）在本省米米卡县北部的毛克山脉山区拥有世界最大金矿、第三大铜矿，即格拉斯伯格矿场。据路透社报道，这个铜矿通常每天露采铜矿14万吨，地采铜矿8万吨。2015年的谈判中，印尼自由港公司同意将现有6座铜金矿中的4座归还给印尼，印尼自由港公司持有的矿权面积将从原来的21.3万公顷减少为9万公顷，减少幅度高达约60%。印尼能矿部长苏迪尔曼·萨义德表示，上述约60%的矿权将归还给印尼国家，然后由印尼地方政府运作经营，如果地方政府无法自主运营，中央政府将通过国企协助其经营。2017年7月，印尼能矿部长伊格内修斯•佐南（Ignasius Jonan）在美国休斯顿与印尼自由港公司总裁兼首席执行官理查德·C·阿德克森（Richard C Adkerson）会晤，确认自由港公司对该矿场的运营延长至2031年。

## 交通
因有毛克山脉的阻挡，巴布亚省南北之间陆地交通不便。
巴布亚省目前没有铁路，西巴布亚有计划修建一条铁路连接查亚普拉和索龙。一期工程在西巴布亚省，从索龙到马诺夸里，长390公里，该段线路预计2018年开工，2019年结束。二期工程从马诺夸里向南连接巴布亚省的纳比雷，又从查亚普拉修建铁路连接萨米，二期工程预计在2020-2024年间建设。三期工程将连接萨米、纳比雷，另从纳比雷穿过毛克山脉连接蒂米卡。该项目由国家财政预算出资，被认为是印尼建设爪哇岛之外铁路网络的突破性进展。
巴布亚省沿海港口较多，大部分规模较小，查亚普拉、萨米、纳比雷、蒂米卡、阿加特斯、马老奇等地的港口是本省主要港口。

### 航空

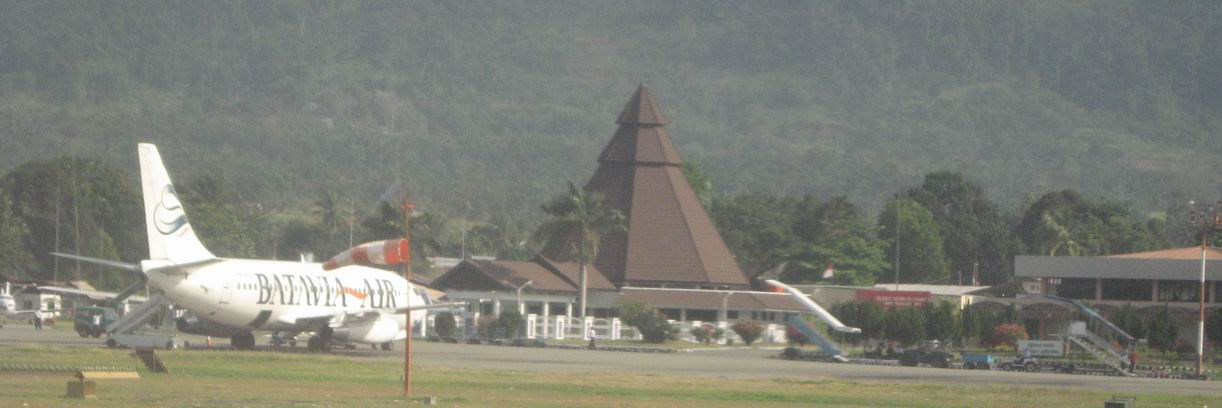
停泊在省首府查亚普拉仙谷国际机场的巴达维亚航空波音737-200

2017年2月1日，查亚普拉的仙谷国际机场开通目前本省唯一的国际航班飞往巴布亚新几内亚的芒特哈根，由巴布亚新几内亚航空执飞，每周三班。这标志着继20世纪90年代后，巴布亚新几内亚与西新几内亚之间的直航恢复。在此之前巴布亚新几内亚的旅客前往西新几内亚只能搭乘飞机先到雅加达，再飞回新几内亚岛；或者搭乘飞机到瓦尼莫再乘客车抵达查亚普拉。
20世纪80年代末到90年代初，加鲁达印尼航空运营的雅加达到洛杉矶的国际航线中途经停本省比亚克岛的弗兰斯凯西波国际机场（本航线还经停巴厘岛和檀香山），弗兰斯凯西波国际机场被用作加油中转站。1993年时该航班每周有4班，使用机型有客貨混合型的波音747-200M和麦克唐纳-道格拉斯DC-10-30。
巴布亚省省内机场众多，主要有仙谷国际机场、弗兰斯凯西波国际机场、纳比雷机场。

## 自由巴布亚运动

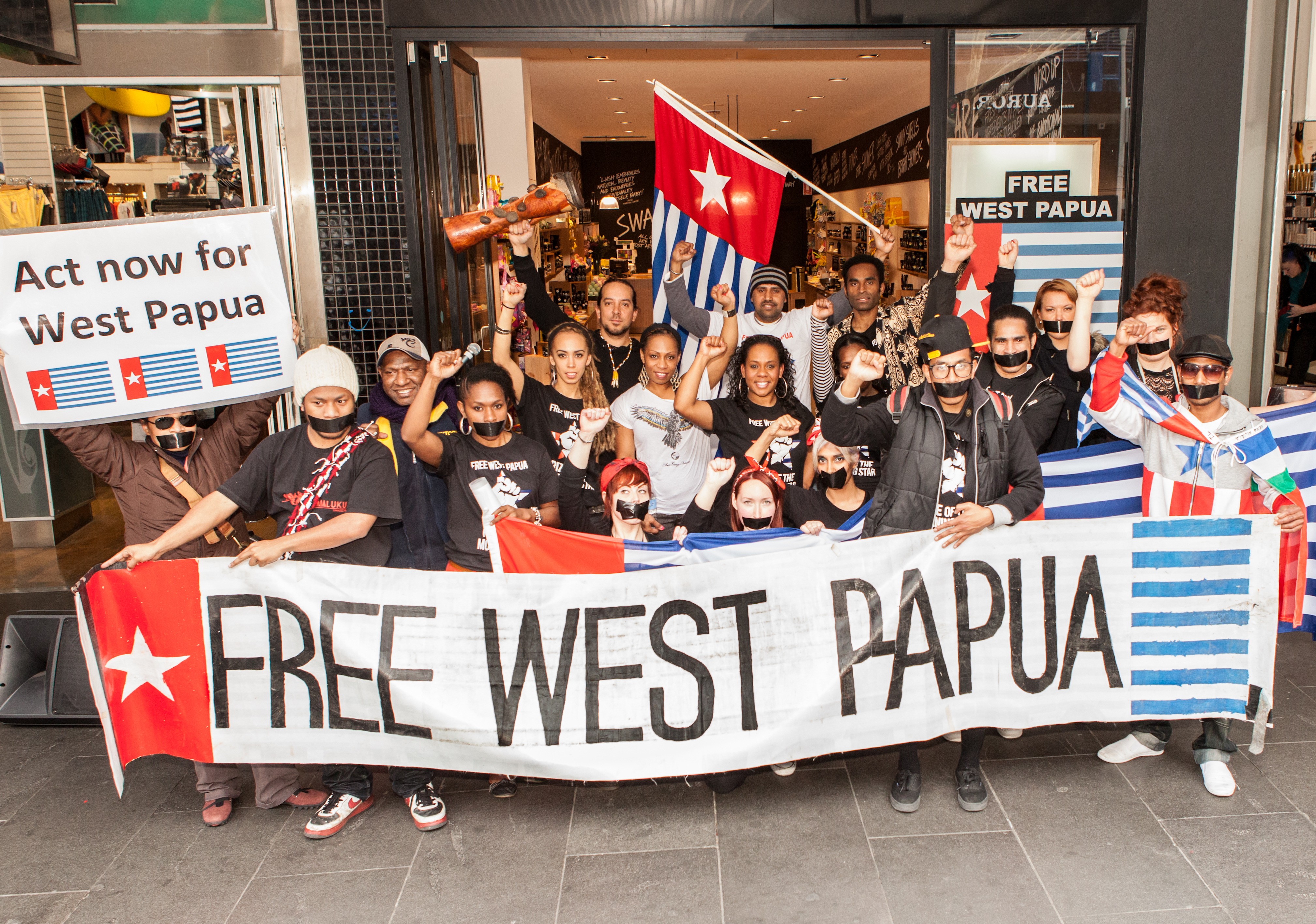
2012年8月自由巴布亚运动支持人士在墨尔本的宣传活动。图中人所举旗帜是荷属新几内亚的国旗晨星旗，现在被自由巴布亚运动及相关独立活动支持者用作象征旗帜

由於該地以基督教信仰為主，加上在文化上與印尼本土不同，導致當地一直存在分離活動，以謀求獨立於印尼。
在2004年，由流亡英國的西巴布亞領導人本尼·溫達設立自由西巴布亞運動，鼓勵聯合國在西巴布亞舉行獨立公民投票。 該運動有越來越多的國際支持和值得注意的人物的支持，如諾貝爾和平獎得主大主教德斯蒙德·圖圖。截至2010年，有13,500名西巴布亞難民生活在鄰國巴布亞新幾內亞，偶爾有越界戰鬥，因此巴布亞新幾內亞國防軍在巴布亞新幾內亞西部邊界設立巡邏隊，防止自由巴布亞運動人士進入。此外，巴布亞新幾內亞政府一直驅逐越界的西巴布亞居民，承諾沒有詮行反印尼活動是西巴布亞移民留在巴布亞新幾內亞的條件。2012年，印尼總統蘇西洛·班邦·尤多約諾對運動發出了逮捕令。
2017年12月俄罗斯戰略轟炸機首次獲印尼許可降落在巴布亞省比亚克岛空军基地，外界解讀視為這是一次印尼對西方的警告，同時俄羅斯也藉此表態，認為蘇聯解體後居於守勢地位讓歐美步步進逼的狀況將終結，從此俄國也要進入傳統歐美認為較能控制的戰略地帶經營勢力，遍地開花的進行影響力爭奪戰略。

## 參见
- 新几内亚岛
- 新畿內亞
- 巴布亚新几内亚
- 西新几内亚
- 西巴布亚省
- 自由巴布亚运动
- 阿斯马特沼泽（英语：Asmat Swamp）
- 伊里安查亚地震（英语：1981 Irian Jaya earthquake）